# Municipio de Cedar (condado de Monroe)
El municipio de Cedar (en inglés: Cedar Township) es un municipio ubicado en el condado de Monroe en el estado estadounidense de Iowa. En el año 2010 tenía una población de 135 habitantes y una densidad poblacional de 1,46 personas por km².

## Geografía
El municipio de Cedar se encuentra ubicado en las coordenadas 41°7′3″N 93°2′29″O / 41.11750, -93.04139. Según la Oficina del Censo de los Estados Unidos, el municipio tiene una superficie total de 92.71 km², de la cual 92,71 km² corresponden a tierra firme y (0 %) 0 km² es agua.

## Demografía
Según el censo de 2010, había 135 personas residiendo en el municipio de Cedar. La densidad de población era de 1,46 hab./km². De los 135 habitantes, el municipio de Cedar estaba compuesto por el 98,52 % blancos y el 1,48 % eran de una mezcla de razas. Del total de la población el 0 % eran hispanos o latinos de cualquier raza.